# JNR DD51 sorozat
A JNR DD51 sorozat egy japán Bo'-2-Bo' tengelyelrendezésű dízelmozdony-sorozat. Korábban a JNR, jelenleg a JR Hokkaido, a JR East, a JR Central, a JR West és a JR Freight üzemelteti. Összesen 649 db készült belőle 1962 és 1978 között a Hitachi, a Kawasaki és a Mitsubishi gyáraiban.

## Járművek üzemeltetése
2009. április 1-jén a járművek elosztása a különböző társaságok között a következő volt:

- JR Hokkaido: 13 (ez tartalmaz egy tárolt mozdonyt is)
- JR East: 4
- JR West: 9
- JR Freight: 68

## Megőrzött mozdonyok
A prototípust, a DD51 1-et elszállították a Usui Pass Railway Heritage Park-ba 1998 áprilisában, ahol visszafestették az eredeti színére: barna alapon fehér csíkkal. A mozdonyt 1986 márciusában selejtezték, majd később a Takasaki Depot-ban tárolták.

## Galéria

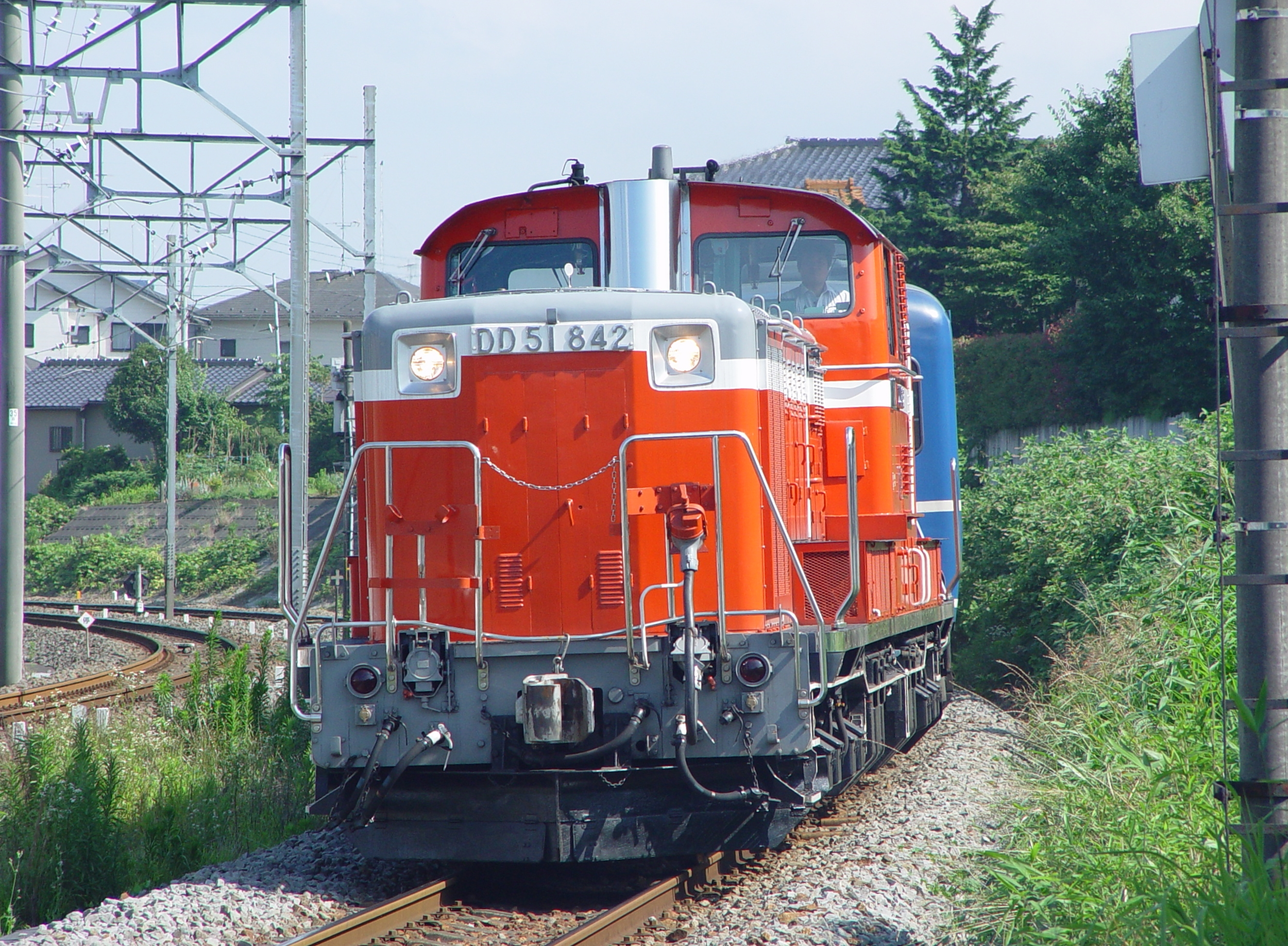
DD51 842
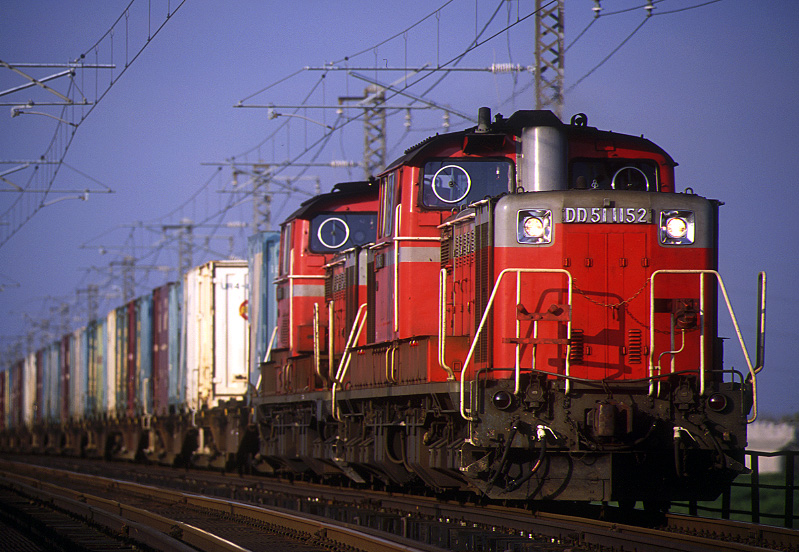
JR Freight DD51 1152
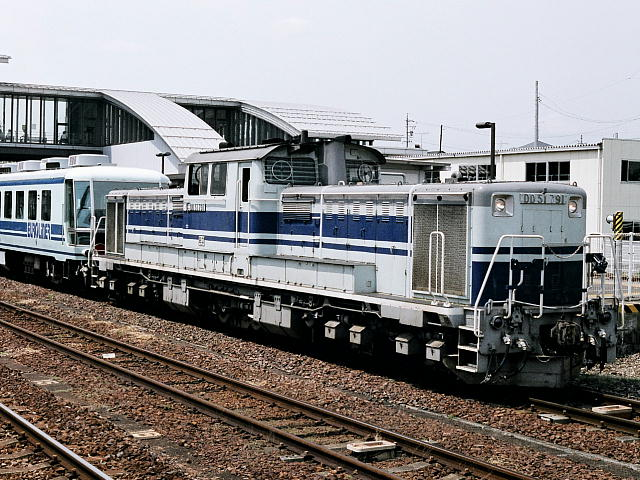
DD51 791 az "Euroliner" festésben

## Modellben
A mozdonyt N méretarányban a Micro Ace, a Kato, és a Tomix gyártja.